# Lareiga malaisei
Lareiga malaisei är en stekelart som beskrevs av Heinrich 1980. Lareiga malaisei ingår i släktet Lareiga, och familjen brokparasitsteklar. Inga underarter finns listade.